# Europamästerskapen i badminton 2000
Europamästerskapen i badminton 2000 anordnades den 25-29 april i Glasgow, Skottland. 

## Medaljsummering
| Pl. | Nation        | Guld | Silver | Brons | Totalt |
| --- | ------------- | ---- | ------ | ----- | ------ |
| 1   | Danmark       | 5    | 3      | 3     | 11     |
| 2   | England       | 1    | 1      | 1     | 3      |
| 3   | Sverige       | 0    | 2      | 0     | 2      |
| 4   | Nederländerna | 0    | 0      | 3     | 3      |
| 5   | Wales         | 0    | 0      | 2     | 2      |
| 6   | Polen         | 0    | 0      | 1     | 1      |
| 6   | Ryssland      | 0    | 0      | 1     | 1      |

## Resultat
| Event       | Guld                        | Silver                            | Brons                               |
| Herrsingel  | Peter Gade                  | Poul-Erik Høyer Larsen            | Richard Vaughan                     |
| Herrsingel  | Peter Gade                  | Poul-Erik Høyer Larsen            | Kenneth Jonassen                    |
| Damsingel   | Camilla Martin              | Marina Andrievskaya               | Kelly Morgan                        |
| Damsingel   | Camilla Martin              | Marina Andrievskaya               | Mette Sørensen                      |
| Herrdubbel  | Jens Eriksen Jesper Larsen  | Pär-Gunnar Jönsson Peter Axelsson | Simon Archer Nathan Robertson       |
| Herrdubbel  | Jens Eriksen Jesper Larsen  | Pär-Gunnar Jönsson Peter Axelsson | Michal Logosz Robert Mateusiak      |
| Damdubbel   | Donna Kellogg Joanne Goode  | Rikke Olsen Helene Kirkegaard     | Marina Jakusjeva Irina Rusljakova   |
| Damdubbel   | Donna Kellogg Joanne Goode  | Rikke Olsen Helene Kirkegaard     | Nicole van Hooren Lotte Jonathans   |
| Mixeddubbel | Michael Søgaard Rikke Olsen | Jens Eriksen Mette Schjoldager    | Jon Holst Christensen Ann Jørgensen |
| Mixeddubbel | Michael Søgaard Rikke Olsen | Jens Eriksen Mette Schjoldager    | Chris Bruil Erica van den Heuvel    |
| Lag         | Danmark                     | England                           | Nederländerna                       |